# カウントダウンワースト5
カウントダウンワースト5（カウントダウンワーストファイブ）とは、TBSラジオの番組『宮川賢の深夜ビタミン族』『土曜裏ワイド宮川賢のラジオはナメるな』『宮川賢の誰なんだお前は?!』で放送されたコーナー。

## 概要
宮川賢が冒頭で「日頃カラオケなどで迷惑がられている人たちに、たまには日の目を見させてやろうという『下手くそシンガー救済企画』」と述べて、当コーナーが始まる。
リスナーと番組スタッフ他が熱唱した下手な歌を募集。それらをランキング形式で紹介した。一応聞きたい曲のリスナーからのリクエストを募集はしていたものの、ランキングの基準は不明瞭であり(イントロしか流していない曲が1位として紹介されるケースも日常茶飯事だった)、ごく稀なケースを除いて、一度ランクダウンしたネタはその次、または次々の週から再浮上することなく圏外に落ちていた。
ごく短いネタなどを除き、音源がフルコーラスや1コーラス掛かることはなく(たまに1位のネタがフルでかかる事があるが、その際宮川はこれを「ディレクターズ・カット版」と呼んでいた)、イントロ部分やサビの手前までしか毎回 頑なに掛けなかったネタが多々あった(後述のドキュメンタリーソング系に対しても会話の途中で強引に終わらせるケースも少なくなかった)。5週連続、または通算 5回、1位となったネタは「殿堂入り」の称号が与えられた。過去に一度、ランクインしていたネタが番組が変わった後に何くわぬ様に「初ランクイン ネタ」として再利用されることがあり、そこで5週 連続で1位を獲得して殿堂入りしたネタがあった。
宮川がDJのパロディで意味の無いフレーズを交えながら作品を紹介した。演奏の最中はスタジオのマイクのスイッチを切らず、作品に対する宮川と放送作家の反応（主に笑い声）を放送した。
コーナー開始当初は番組スタッフの歌唱によるネタがランキングを占めていたがリスナーからの投稿が主流となった。ネタは最初はカラオケものが多かったが演奏、合唱、ア・カペラ、オリジナル ソング、歌や音楽系のカテゴリに入らない一発ネタに至るまで、バリエーションが広がったが、中には学校の授業や親に説教される子供などのシュールな状況を隠し録りしたと思われる内容の音源もOAされた。これらは「ドキュメンタリーソング」として、コーナー内でも上位ランクインや発言内容の検証、対象の人物の目撃情報を番組内で募集するなど優遇しており、その一方で、プライバシー侵害として訴えられた例が存在する（次項「エピソード」を参照）。
レイティング調査週間（スペシャル ウィーク）は「カウントダウン ワーストコレクション」と題して、過去にランクインしたネタが紹介された。
「クイズ ミュージックシェイカー」と題して、当コーナーで過去に上位にランクインしたネタを一度に掛け続けた問題をランキングに混ぜて掛けることがあった。

## エピソード
- 宮川はネタ募集の際に「自分が下手に歌ったものではなく、他人が歌ったオリジナリティのもの（いわゆる下手であるという認識のないもの）が受けやすい」と発言した。
- 『ラジオはナメるな』時代、構成作家の橋本ゲンがコーナーを乗っ取り、宮川が当時ファンだった安室奈美恵の歌を橋本がカバーしたものと橋本と安室とで仮想デュエットしたものを流して、宮川を激怒させた。ある声優をゲストに呼んだ際に橋本がその声優に個人的にプレゼントをしたことでファンの嫉妬を買い、橋本が脅迫されるといった事件が起きた。その模様は当コーナーで放送した。
- 『ラジオはナメるな・青春編』の回で、翌週ゲストの國府田マリ子の番宣スポットをあろうことか、第1位として紹介していた。
- 『誰なんだおまえは?!』時代、「Yes, Summerdays」をバンド演奏したテープがOAされた際に、たまたまTBSのフロアにいたGLAYのメンバーがこれを聴いてしまい、メンバーから絶賛された。
- 『誰なんだおまえは?!』時代、ある授業の隠し録りテープについて、その授業を担当した教師が所属する学校から抗議があり、学校とTBSラジオで協議して、このテープを二度と放送しないことで決着が付いた。このネタは5週連続で1位を獲得して殿堂入りを果たした。

## コーナー名の変遷
『深夜ビタミン族』で始めた当初は単に「カウントダウンワースト5」だったが、「元祖カウントダウンワースト5」に途中で変更した。『誰なんだおまえは?!』に引き継がれた後は「Super カウントダウンワースト5」に始まり、その後は「Friday Super カウントダウンワースト5」、「Wednesday Super カウントダウンワースト5」、「Monday Super カウントダウンワースト5」と、放送曜日の変更毎にコーナー名を変更した。